# (126888) Tspitzer
(126888) Tspitzer est un astéroïde de la ceinture principale.

## Description
(126888) Tspitzer est un astéroïde de la ceinture principale. Il fut découvert le 5 mars 2002 aux monts Santa Catalina par le programme CSS. Il présente une orbite caractérisée par un demi-grand axe de 2,54 UA, une excentricité de 0,12 et une inclinaison de 8,0° par rapport à l'écliptique.